# Gennadius II av Konstantinopel

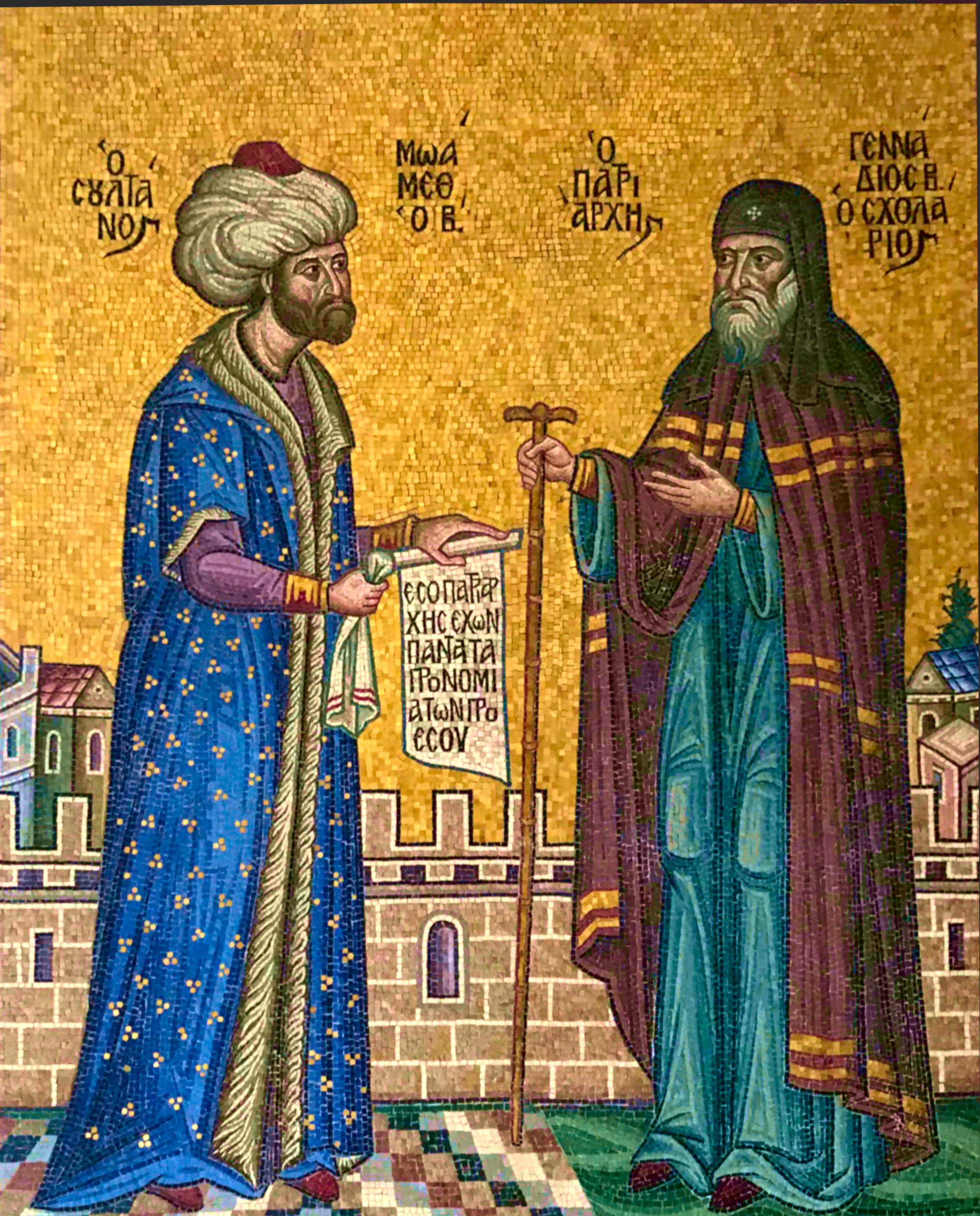
Sultanen Mehmet II och Gennadios II

Gennadios II av Konstantinopel (lekmannanamn - Georgios Skolaris), född omkring 1400 och död ca 1473, var en grekisk ortodox teolog.
Gennadios II kallades av sultan Mehmet II till patriark av Konstantinopel 1453, sedan östromerska riket besegrats av turkarna. Gennadios som redan 1456 lämnade sitt patriarkat, sammanfattade för sultanens räkning de kristna huvudlärorna i en bekännelseskrift, som dock av kyrkan aldrig erkändes som sådan. Han återkom dock som patriark flera gånger och lämnade det sista gången 1464.